# كيين جونسون
كيين جونسون (بالإنجليزية: Keean Johnson)‏ ممثل أمريكي من مواليد 25 أكتوبر 1996. معروف بدوره الرئيسي في سبوكسفيل (2013–2014).
ولد جونسون ونشأ في بولدر، كولورادو. والده بريطاني وأمه أميركية تشيلية. لديه أخ أصغر، كيد جونسون.

## روابط خارجية
- كيين جونسون على موقع IMDb (الإنجليزية)
- كيين جونسون على موقع ميتاكريتيك (الإنجليزية)
- كيين جونسون على موقع روتن توميتوز (الإنجليزية)
- كيين جونسون على موقع قاعدة بيانات الأفلام العربية
- كيين جونسون على موقع ألو سيني (الفرنسية)
- كيين جونسون على موقع تيرنر كلاسيك موفيز (الإنجليزية)
- كيين جونسون على موقع أول موفي (الإنجليزية)
- كيين جونسون على موقع قاعدة بيانات برودواي على الإنترنت (الإنجليزية)
- كيين جونسون على موقع قاعدة بيانات الأفلام السويدية (السويدية)
- كيين جونسون على موقع ديسكوغز (الإنجليزية)